# Carl Ludwig
Carl Friderich Wilhelm Ludwig (Witzenhausen, 1816. december 29. – Lipcse, 1895. április 23.) német orvos és fiziológus.

## Élete
Ludwig Witzenhausenben született, Kassel környékén, majd orvosnak tanult Erlangenben és Marburgban. 1839-ben doktorált Marburgban. A következő tíz évet a városban töltötte anatómiát és élettant tanulva és tanítva. 1849-ben az anatómia és élettan professzorává nevezték ki Zürichben. 6 évvel később Bécsbe ment a Josephinum iskola professzoraként. Ludwig a vérnyomás, a kiválasztás és az anesztézia fiziológiáját tanulmányozta. Kutatásaiért 1884-ben megkapta a Copley-érmet.
1869-ben a Svéd Királyi Tudományos Akadémia felvette a külföldi tagjai közé. Ő találta fel a véráramlás gyorsaságát mérő eszközt, a stromuhrt.
1872-ben a Magyar Tudományos Akadémia tagjává választották.
1932-től adományozzák a Carl Ludwig emlékérmet a kiemelkedő kardiovaszkuláris kutatásokért.